# Kommissar Beck – Die neuen Fälle
Kommissar Beck – Die neuen Fälle (ab Staffel 2: Kommissar Beck; Originaltitel: Beck) ist eine Kriminalfilmreihe aus schwedisch-deutscher Koproduktion. Sie basiert auf Motiven der zwischen 1965 und 1975 erschienenen zehnbändigen Romanreihe Roman über ein Verbrechen des schwedischen Autorenpaars Maj Sjöwall und Per Wahlöö.
Die Reihe handelt von einem Ermittlerteam der Stockholmer Kriminalpolizei, das von Martin Beck geleitet wird.

## Überblick
Nachdem 1993 und 1994 bereits sechs der zehn Romane um Martin Beck verfilmt worden waren, begann man 1997, acht neue Filme zu produzieren. Da die Geschichten nun lediglich auf den Motiven der erfolgreichen Bücher des schwedischen Autorenpaares Sjöwall und Wahlöö rund um die alten Romanfiguren basierten, wurde die Serie unter dem Namen Kommissar Beck – Die neuen Fälle vermarktet. Während bei der ersten Staffel noch Das Erste der Gemeinschaftspartner war, lief die Serie ab der zweiten Staffel in Deutschland im ZDF, das auf den Titelzusatz Die neuen Fälle verzichtete. Peter Haber erlangte mit der Darstellung des Martin Beck internationale Bekanntheit, da die Serie in viele Länder verkauft werden konnte. Zwischen den Sendestaffeln wurde stets ein Großteil der Nebendarsteller gewechselt, über die Jahre blieben nur Peter Haber, Mikael Persbrandt, Ingvar Hirdwall, Rebecka Hemse und Peter Hüttner der Serie treu. Stina Rautelin, die bereits 1997 und 1998 in der Serie zu sehen war, kehrte in der dritten Staffel zurück. Eine Besonderheit in der ersten Staffel war, dass der Darsteller des Gerichtsmediziners Oljelund, der schwedische Schauspieler Peter Hüttner, für die deutsche Fassung durch den deutschen Schauspieler Ottfried Fischer ersetzt wurde.

## Hauptfiguren
Martin Beck – Peter Haber, deutsche Synchronstimme Dieter Memel
Martin Beck leitet die Ermittlungsgruppe der Stockholmer Kriminalpolizei, um die sich die Serie dreht. Er ist geschieden und hat mit seiner früheren Frau Agneta zwei Kinder. Zu seiner Tochter Inger pflegt er ein enges und gutes Verhältnis; sein bis dahin verschwundener Sohn Michael Sjögren wird in der Folge 1.02 Heißer Schnee erschossen, was ihn in eine tiefe Krise stürzt. Er denkt sogar daran, seinen Beruf aufzugeben. Martin Beck lebt allein in einer Wohnung in Stockholm und hat meist nur Kontakt zu seinem schrulligen Nachbarn, der immer eine Halskrause und eine rot getönte Sonnenbrille trägt. Während er sich zu Beginn der Serie von seinem Nachbarn anscheinend eher belästigt und genervt fühlt, sind die beiden in der dritten Staffel enger befreundet. Gegen Ende der ersten Staffel beginnt Martin eine kurze Beziehung mit seiner Kollegin Lena Klingström, die mit deren Versetzung nach Malmö endet. Wie er in der Episode 3.03 Das Spiel des Todes selbst zugibt, empfindet er das Scheitern dieser Beziehung als persönliches Versagen. Becks Erzfeind ist der Verbrecherkönig Ivan Lennart Gavling, der in mehreren Episoden der ersten Staffel meist im Hintergrund agiert. Er kennt Gavling aus seinem ersten Fall, in dem dieser bei einem Überfall auf eine junge Familie ein Baby aus dem achten Stock eines Hochhauses hatte fallen lassen. In der Folge 1.06 Die Todesfalle wird Gavling von Beck getötet.
Gunvald Larsson – Mikael Persbrandt, deutsche Synchronstimme Philipp Moog
Gunvald Larsson ist der Partner von Martin Beck und arbeitet mit ihm schon seit vielen Jahren zusammen. Er kann gut tanzen, hasst Jazz und spricht neun Sprachen. Auch er hat eine persönliche Krise zu bewältigen, als er in der Folge 1.04 Kuriere des Todes versehentlich ein junges Mädchen überfährt. Um dies zu bewältigen und zu verarbeiten, denkt er sogar daran ein „Ankerkind“ zu adoptieren. Er ist sehr jähzornig, neigt zu unkonventionellen und gegen die Dienstvorschriften verstoßenden Ermittlungsmethoden, reagiert bei Verhören sehr schnell gereizt und schreckt auch vor Gewaltanwendung gegenüber Verdächtigen nicht zurück. Daher wurde er bereits mehrmals vorübergehend suspendiert und stand kurz vor seiner Entlassung aus dem Polizeidienst. Gunvalds Vater ist vor einigen Jahren spurlos verschwunden, seine Schwester Lillemor sieht er ebenfalls in der Folge 3.01 Zerschlagene Träume erstmals seit vielen Jahren wieder. In der dritten Staffel freundet er sich mit Becks Tochter Inger an, deren Sohn Wilhelm im gleichen Alter wie Gunvalds Nichte Simone ist, um die er sich nach dem Selbstmord von Lillemors Ehemann in seiner Freizeit kümmert. Gunvald trägt gerne teure Anzüge, bevorzugt von Armani.
Lena Klingström – Stina Rautelin, deutsche Synchronstimme Elisabeth Günther
Lena Klingström ist in der ersten und dritten Staffel die Ermittlerin im Team von Martin Beck. Sie hat an der Universität Kriminologie studiert, entschied sich dann aber für eine Ausbildung bei der Polizei. In der Episode 1.01 Der Lockvogel wird sie von Benny Skacke und Gunvald wegen ihrer Computerkenntnisse als „Cyber-Cop“ aufgezogen. In der Episode Russisches Roulette – in der Originalreihenfolge chronologisch auf Der Lockvogel folgend – wird sie ohne die Einwilligung von Martin in dessen Ermittlungsgruppe beordert, die entsprechende Szene ist in der deutschen Fassung allerdings herausgeschnitten. In der Episode 1.03 Auge um Auge verlässt sie ihr langjähriger Freund Stig. Dieses Erlebnis und der kurz darauf vor ihren Augen stattfindende gewaltsame Selbstmord der Serienmörderin Karin Lofjat traumatisieren sie zunächst. Sie geht eine kurze Beziehung mit Martin ein, die jedoch endet, als sie eine Stelle in Malmö annimmt. In der Episode 3.02 Das tote Mädchen kehrt Lena nach Stockholm zurück und bewirbt sich auf Gunvalds Bitte um die nach dem Ausscheiden von Alice Levander offene Stelle in ihrem früheren Team. Über den Grund für ihre Rückkehr aus Malmö möchte Lena nicht reden. In der Episode 3.03 Das Spiel des Todes wird sie von einem Verbrecher fast vergewaltigt, wovor sie nur Gunvalds Eingreifen rettet.
Alice Levander – Malin Birgerson, deutsche Synchronstimme Claudia Lössl
Alice Levander ergänzt nach Lena Klingströms Versetzung nach Malmö und Sara Beijers Kündigung die Ermittlungsgruppe. Das Verhältnis zwischen ihr und Gunvald bleibt stets gespannt. Ihr Verbleib ist – ebenso wie der vieler Nebendarsteller – ungeklärt, nach Ende der zweiten Staffel tritt sie nicht mehr auf.

## Besetzung und Synchronisation
Die deutsche Synchronisation entsteht nach einem Dialogbuch von Martin Brink und unter der Dialogregie von Uwe Gaube durch die Synchronfirma Bavaria Film Synchron GmbH in München.
| Rollenname               | Schauspieler         | Folgen                                      | Synchronsprecher        |
| ------------------------ | -------------------- | ------------------------------------------- | ----------------------- |
| Martin Beck              | Peter Haber          | 1.01–                                       | Dieter Memel            |
| Gunvald Larsson          | Mikael Persbrandt    | 1.01–5.05                                   | Philipp Moog            |
| Inger Beck               | Rebecka Hemse        | 1.01–2.08, 3.03–3.04, 3.06–3.08, 4.02–      | Sonja Reichelt          |
| Valdemar (Becks Nachbar) | Ingvar Hirdwall      | 1.01–                                       | Michael Rüth            |
| Oljelund                 | Peter Hüttner        | 1.01–1.06, 1.08–3.02, 3.04, 3.06–3.08, 4.02 |                         |
| Oljelund                 | Ottfried Fischer     | 1.02–1.08 (nur in der deutschen Fassung)    | Ottfried Fischer        |
| Lena Klingström          | Stina Rautelin       | 1.01–1.06, 3.02–3.08, 4.02                  | Elisabeth Günther       |
| Oskar Bergman            | Måns Nathanaelson    | 3.01–                                       | Dirk Meyer              |
| Margareta Oberg          | Marie Göranzon       | 2.01–3.08                                   |                         |
| Joakim Wersén            | Per Morberg          | 1.01–2.01                                   | Jan Odle                |
| John Banck               | Michael Nyqvist      | 1.01–1.04, 1.06–1.08                        | Manfred Trilling        |
| Yvonne Jäder             | Anna Ulrika Ericsson | 1.01–1.04, 1.08                             | Uta Zaradic             |
| Jens Loftegård           | Frederick Ultvedt    | 1.01–1.08                                   | Claus Brockmeyer        |
| Alice Levander           | Malin Birgerson      | 2.02–2.07                                   | Claudia Lössl           |
| Josef Hillman            | Hanns Zischler       | 2.02–2.08                                   | Hanns Zischler          |
| Bodil Lettermark         | Ing-Marie Carlsson   | 3.01–3.08                                   |                         |
| Vilhelm Beck             | Neil Bourgiba        | 3.03–3.04, 3.06–3.08                        | Tobias John von Freyend |
| Vilhelm Beck             | Tommy Wättring       | 5.01–5.02, 5.06, 5.08, 6.02, 7.02–7.04      | Tobias John von Freyend |
| Vilhelm Beck             | Valter Skarsgård     | 8.01–                                       | Tobias John von Freyend |
| Jenny Bodén              | Anna Asp             | 5.01–                                       | Ilena Gwisdalla         |
| Klas Fredén              | Jonas Karlsson       | 5.01–5.07, 7.01–                            | Manou Lubowski          |
| Steinar Hovland          | Kristofer Hivju      | 5.06–7.01, 7.04, 8.01                       | Thomas Wenke            |
| Alexandra Beijer         | Jennie Silfverhjelm  | 6.01–                                       | Angela Wiederhut        |
| Josef Eriksson           | Martin Wallström     | 7.01–                                       | Patrick Schröder        |

## Heimkino-Veröffentlichung
Die Staffelaufteilung auf DVD unterscheidet sich von der hier genannten Reihenfolge. Staffel 5 und 6 sind als DVD zu einer Staffel 5 zusammengefasst worden.
Die Staffeln 1, 2 und 3 wurden als DVD und VHS herausgegeben.
Die beiden Filme der 4. Staffel sind in einer neuen Auflage der 3. Staffel zusätzlich als DVD veröffentlicht worden.
Staffel 5 wurde in 2 Teilen am 30. September 2016 (Episode 1–4) und 11. November 2016 (Episode 5–8) veröffentlicht.
Staffel 6 erschien am 25. Mai 2018 auf DVD.

## Besondere Filme
- In Schweden ist die Reihe ursprünglich keine Fernsehserie. Die Filme der ersten Staffel wurden beispielsweise entweder auf Video veröffentlicht oder sogar im Kino gezeigt, erst Jahre später im Fernsehen.
- Russisches Roulette: In der Originalreihenfolge stand diese Folge auf dem zweiten Platz der ersten Staffel, wurde jedoch in der ARD-Ausstrahlung an das Ende verschoben. Mehrere Szenen wurden dafür anders synchronisiert oder herausgeschnitten.
- Das tote Mädchen: In der zweiten Folge der dritten Staffel reist Martin Beck nach Berlin und arbeitet dort mit Hans Sperling (Dieter Pfaff) aus der gleichnamigen ZDF-Krimiserie zusammen. In der Folge Tödliche Kunst, dem fünften Film der dritten Staffel, kommt es zu einem erneuten Zusammentreffen von Beck und Sperling.

## Episodenliste

### Staffel 1
| Nr. (gesamt) | Nr. (Staffel) | Originaltitel             | Deutscher Titel     | Kinostart (Schweden) | Erstausstrahlung (Deutschland) |
| 1            | 1             | Beck (später: Lockpojken) | Der Lockvogel       | 27. Juni 1997        | 25. April 1998                 |
| 2            | 2             | Mannen med ikonerna       | Russisches Roulette |                      | 26. September 1998             |
| 3            | 3             | Vita nätter               | Heißer Schnee       |                      | 9. Mai 1998                    |
| 4            | 4             | Öga för Öga               | Auge um Auge        |                      | 16. Mai 1998                   |
| 5            | 5             | Pensionat Pärlan          | Kuriere des Todes   |                      | 23. Mai 1998                   |
| 6            | 6             | Monstret                  | Das Monster         |                      | 5. September 1998              |
| 7            | 7             | Money man                 | Die Todesfalle      |                      | 12. September 1998             |
| 8            | 8             | Spår i mörker             | Todesengel          | 31. Oktober 1997     | 19. September 1998             |

### Staffel 2
| Nr. (gesamt) | Nr. (Staffel) | Originaltitel       | Deutscher Titel            | Kinostart (Schweden) | Erstausstrahlung (Deutschland) |
| 9            | 1             | Hämndens pris       | Preis der Rache            | 21. Juni 2001        | 27. April 2003                 |
| 10           | 2             | Mannen utan ansikte | Der Mann ohne Gesicht      |                      | 4. Mai 2003                    |
| 11           | 3             | Kartellen           | Das Kartell                |                      | 11. Mai 2003                   |
| 12           | 4             | Enslingen           | Der Einsiedler             |                      | 18. Mai 2003                   |
| 13           | 5             | Okänd avsändare     | Absender unbekannt         |                      | 14. September 2003             |
| 14           | 6             | Annonsmannen        | Tod per Inserat            |                      | 21. September 2003             |
| 15           | 7             | Pojken i glaskulan  | Der Junge in der Glaskugel | 4. Januar 2002       | 28. September 2003             |
| 16           | 8             | Sista vittnet       | Die letzte Zeugin          |                      | 5. Oktober 2003                |

### Staffel 3
| Nr. (gesamt) | Nr. (Staffel) | Originaltitel                | Deutscher Titel         | Kinostart (Schweden) | Erstausstrahlung (Deutschland) |
| 17           | 1             | Skarpt läge                  | Zerschlagene Träume     | 28. Juni 2006        | 5. November 2006               |
| 18           | 2             | Flickan i jordkällaren       | Das tote Mädchen        |                      | 12. November 2006              |
| 19           | 3             | Gamen                        | Das Spiel des Todes     |                      | 19. November 2006              |
| 20           | 4             | Advokaten                    | Der Advokat             |                      | 26. November 2006              |
| 21           | 5             | Den japanska Shungamålningen | Tödliche Kunst          |                      | 4. November 2007               |
| 22           | 6             | Den svaga länken             | Tödliche Bande          | 23. März 2007        | 11. November 2007              |
| 23           | 7             | Det tysta skriket            | Der stille Schrei       |                      | 18. November 2007              |
| 24           | 8             | I guds namn                  | Mord an Margareta Oberg |                      | 25. November 2007              |

### Staffel 4
| Nr. (gesamt) | Nr. (Staffel) | Originaltitel   | Deutscher Titel                | Kinostart (Schweden) | Erstausstrahlung (Deutschland) |
| 25           | 1             | I stormens öga  | Die Schatten der Vergangenheit | 26. August 2009      | 29. November 2009              |
| 26           | 2             | Levande begravd | Lebendig begraben              | 21. Juni 2010        | 27. Dezember 2009              |

### Staffel 5
| Nr. (gesamt) | Nr. (Staffel) | Originaltitel | Deutscher Titel     | Erstausstrahlung (Schweden) | Erstausstrahlung (Deutschland) |
| 27           | 1             | Rum 302       | Mord in Zimmer 302  | 1. Januar 2015              | 4. Oktober 2015                |
| 28           | 2             | Familjen      | Familienbande       | 10. Januar 2015             | 11. Oktober 2015               |
| 29           | 3             | Invasionen    | Die Invasion        | 21. März 2015               | 1. November 2015               |
| 30           | 4             | Sjukhusmorden | Anatomie des Todes  | 28. März 2015               | 8. November 2015               |
| 31           | 5             | Gunvald       | Schüsse auf Gunvald | 1. Januar 2016              | 16. Oktober 2016               |
| 32           | 6             | Steinar       | Der Neue            | 6. Februar 2016             | 23. Oktober 2016               |
| 33           | 7             | Vid vägs ände | Tödliche Sackgasse  | 5. März 2016                | 30. Oktober 2016               |
| 34           | 8             | Sista dagen   | Zahltag             | 2. April 2016               | 6. November 2016               |

### Staffel 6
| Nr. (gesamt) | Nr. (Staffel) | Originaltitel     | Deutscher Titel        | Erstausstrahlung (Schweden) | Erstausstrahlung (Deutschland) |
| 35           | 1             | Ditt eget blod    | Dein eigen Blut        | 1. Januar 2018              | 8. April 2018                  |
| 36           | 2             | Den tunna isen    | Auf dünnem Eis         | 3. Februar 2018             | 15. April 2018                 |
| 37           | 3             | Utan uppsåt       | Die ausgestreckte Hand | 3. März 2018                | 29. April 2018                 |
| 38           | 4             | Djävulens advokat | Teufels Anwalt         | 7. April 2018               | 6. Mai 2018                    |

### Staffel 7
| Nr. (gesamt) | Nr. (Staffel) | Originaltitel       | Deutscher Titel    | Erstausstrahlung (Schweden) | Erstausstrahlung (Deutschland) |
| 39           | 1             | Undercover          | Undercover         | 6. November 2020            | 4. April 2021                  |
| 40           | 2             | Utom rimligt tvivel | Ohne jeden Zweifel | 4. Dezember 2020            | 11. April 2021                 |
| 41           | 3             | Döden i Samarra     | Tod in Samarra     | 1. Januar 2021              | 18. April 2021                 |
| 42           | 4             | Den förlorade sonen | Der verlorene Sohn | 5. Februar 2021             | 25. April 2021                 |

### Staffel 8
| Nr. (gesamt) | Nr. (Staffel) | Originaltitel        | Deutscher Titel        | Erstausstrahlung (Schweden) | Erstausstrahlung (Deutschland) |
| 43           | 1             | Ett nytt liv         | Ein neues Leben        | 25. Dezember 2021           | 28. August 2022                |
| 44           | 2             | Rage Room            | Rage Room              | 21. Januar 2022             | 4. September 2022              |
| 45           | 3             | 58 minuter           | 58 Minuten             | 18. Februar 2022            | 11. September 2022             |
| 46           | 4             | Den gråtande polisen | Die betroffene Polizei | 18. März 2022               | 19. September 2022             |

### Staffel 9
| Nr. (gesamt) | Nr. (Staffel) | Originaltitel | Deutscher Titel | Erstausstrahlung (Schweden) | Erstausstrahlung (Deutschland) |
| 47           | 1             | Dödsfällan    | Tödliche Falle  | 25. Dezember 2022           | 10. September 2023             |
| 48           | 2             | Quid Pro Quo  | Quid pro quo    | 17. März 2023               | 17. September 2023             |
| 49           | 3             | Inferno       | Inferno         | 15. Juli 2023               | 24. September 2023             |
| 50           | 4             | Dödläge       | Sackgasse       | 22. Juli 2023               | 1. Oktober 2023                |